# گوهرت
گوهرت، روستایی در دهستان سورک بخش لیردف شهرستان جاسک در استان هرمزگان ایران است.

## جمعیت
بر پایه سرشماری عمومی نفوس و مسکن در سال ۱۳۹۵، جمعیت این روستا برابر با ۱٬۰۲۵ نفر (۲۶۴ خانوار) بوده‌است.